# Conca de Dalt
Conca de Dalt (auch: El Pont de Clavarol, spanisch Pallars Jussá) ist eine katalanische Gemeinde (municipio) mit 434 Einwohnern (Stand: 2024) in der Provinz Lleida im Nordosten Spaniens. Sie liegt in der Comarca Noguera.
1969 wurde die Gemeinde aus den früheren Kommunen Aramunt, Claverol (mit El Pont de Claverol, Sant Martí de Canals und Sossís), Hortoneda (mit Herba-savina, Mas de Vilanova und Pessonada) und Toralla y Serradell (mit Erinyà, Rivert, Serradell, Toralla und Torallola) gebildet. Der Verwaltungssitz befindet sich in El Pont de Claverol.

## Geographische Lage
Conca de Dalt liegt etwa 88 Kilometer nordnordöstlich von Lleida in einer Höhe von ca. 765 m. Der Noguera Pallaresa ist hier zur Embalse de San Antonio aufgestaut.

## Bevölkerungsentwicklung
| Jahr      | 1970 | 1981 | 1991 | 2001 | 2011 | 2021 |
| Einwohner | 845  | 498  | 473  | 424  | 420  | 421  |

## Sehenswürdigkeiten
Aramunt
- Burgruine
- Antoniuskirche
- Fruktosuskirche
- Corneliuskapelle
- Marienkapelle

Claverol
- Burganlage
- Christopheruskirche
- Marienkapelle

Hortoneda
- Burgruine
- Marienkirche
- Christopheruskapelle

Pessonada
- Marienkapelle

Sant Martí de Canals
- Martinskirche

Toralla y Serradell
- Andreaskirche

Vilanoveta
- Martinskirche
- Peterskirche

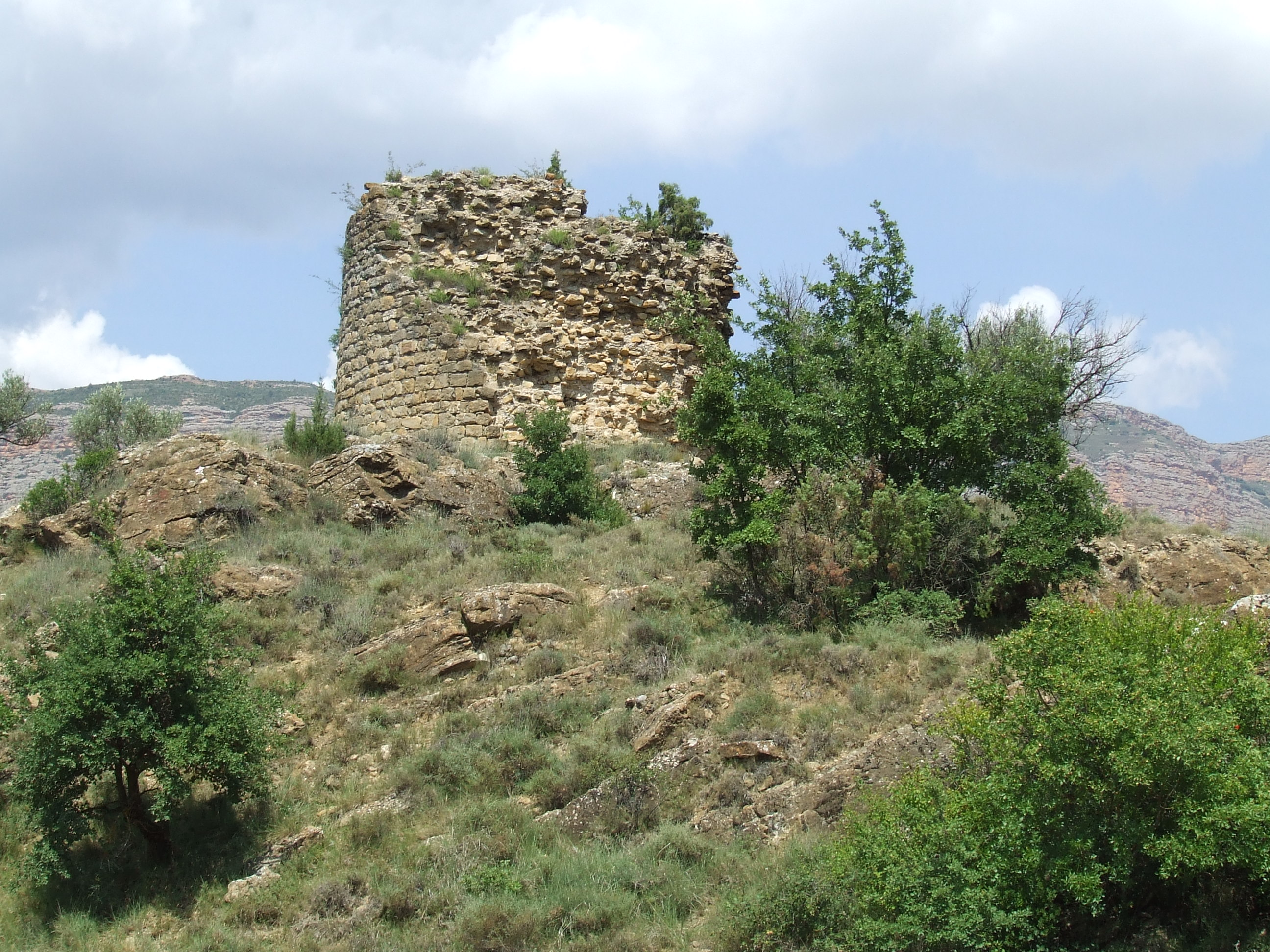
Burgruine von Aramunt
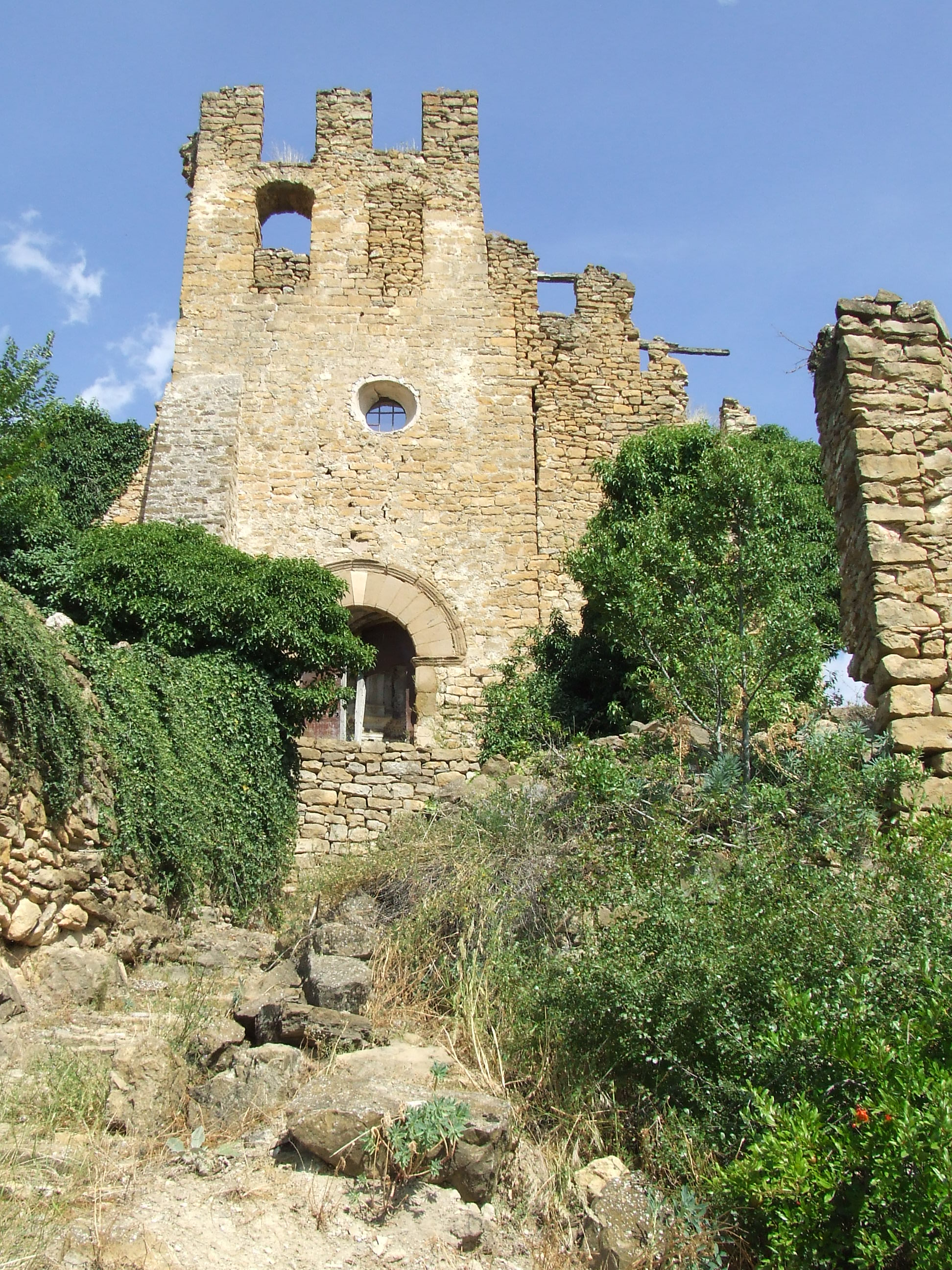
Fruktosuskirche
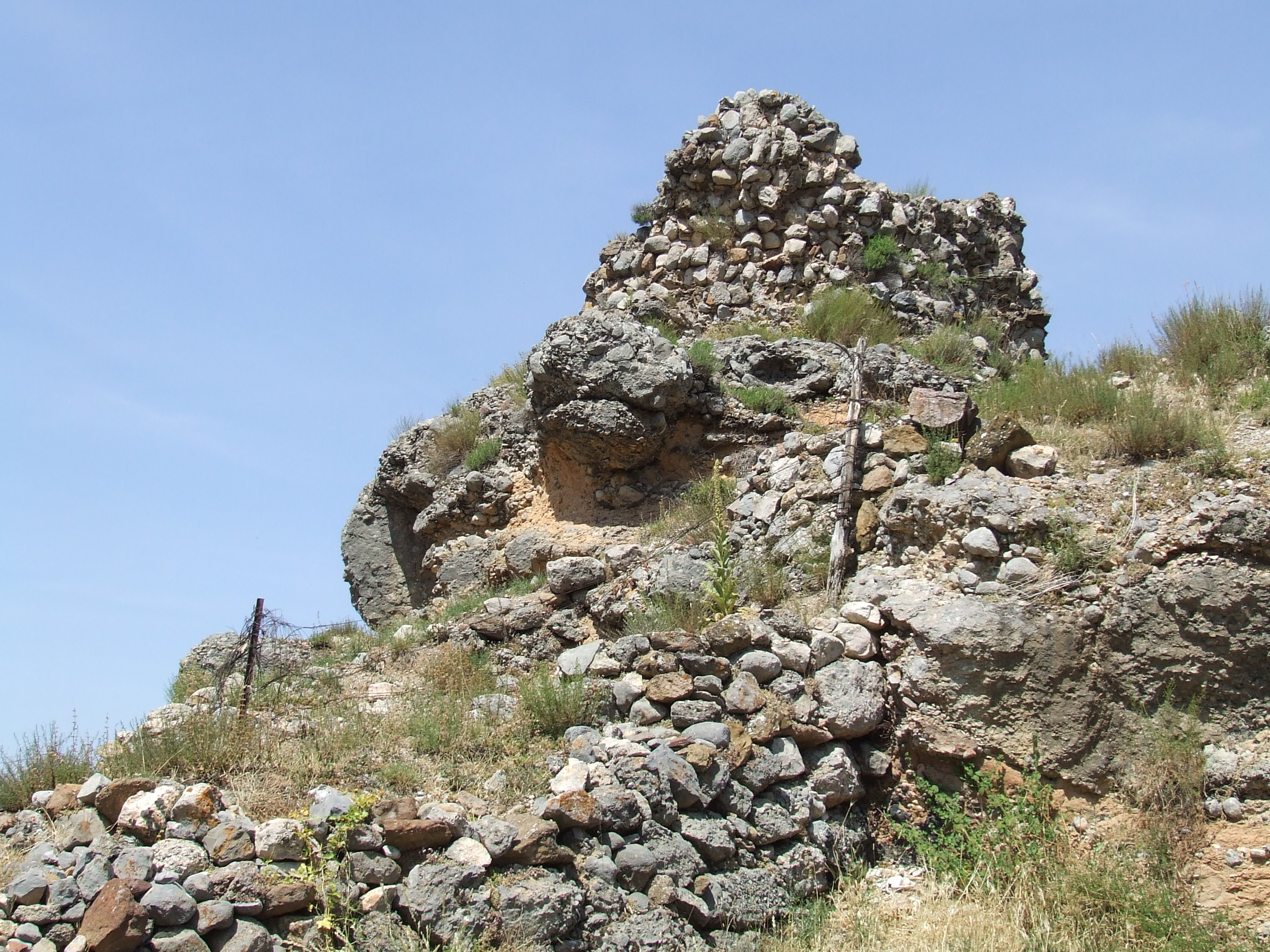
Burgruine von Hortoneda
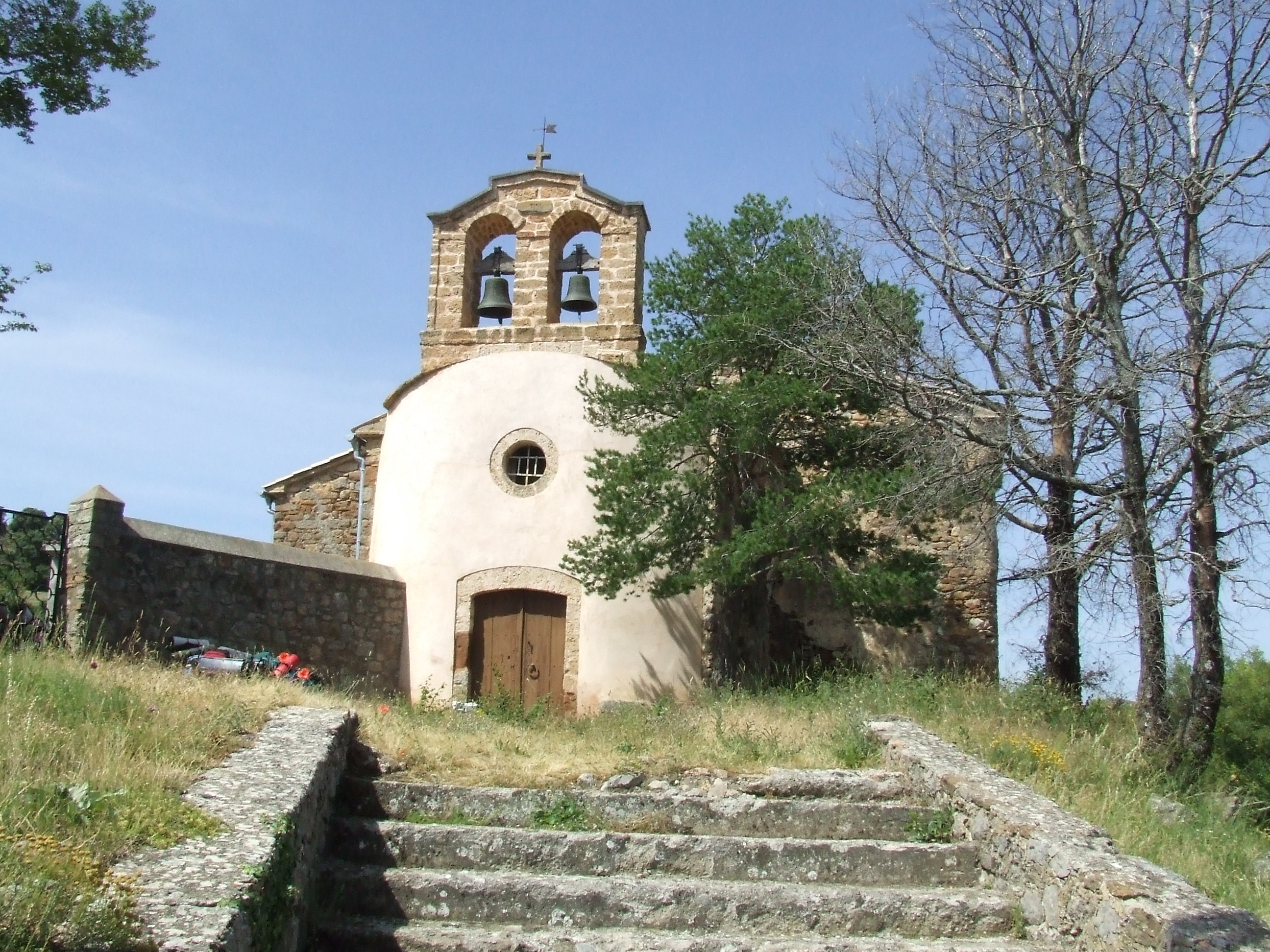
Marienkirche von Hortoneda
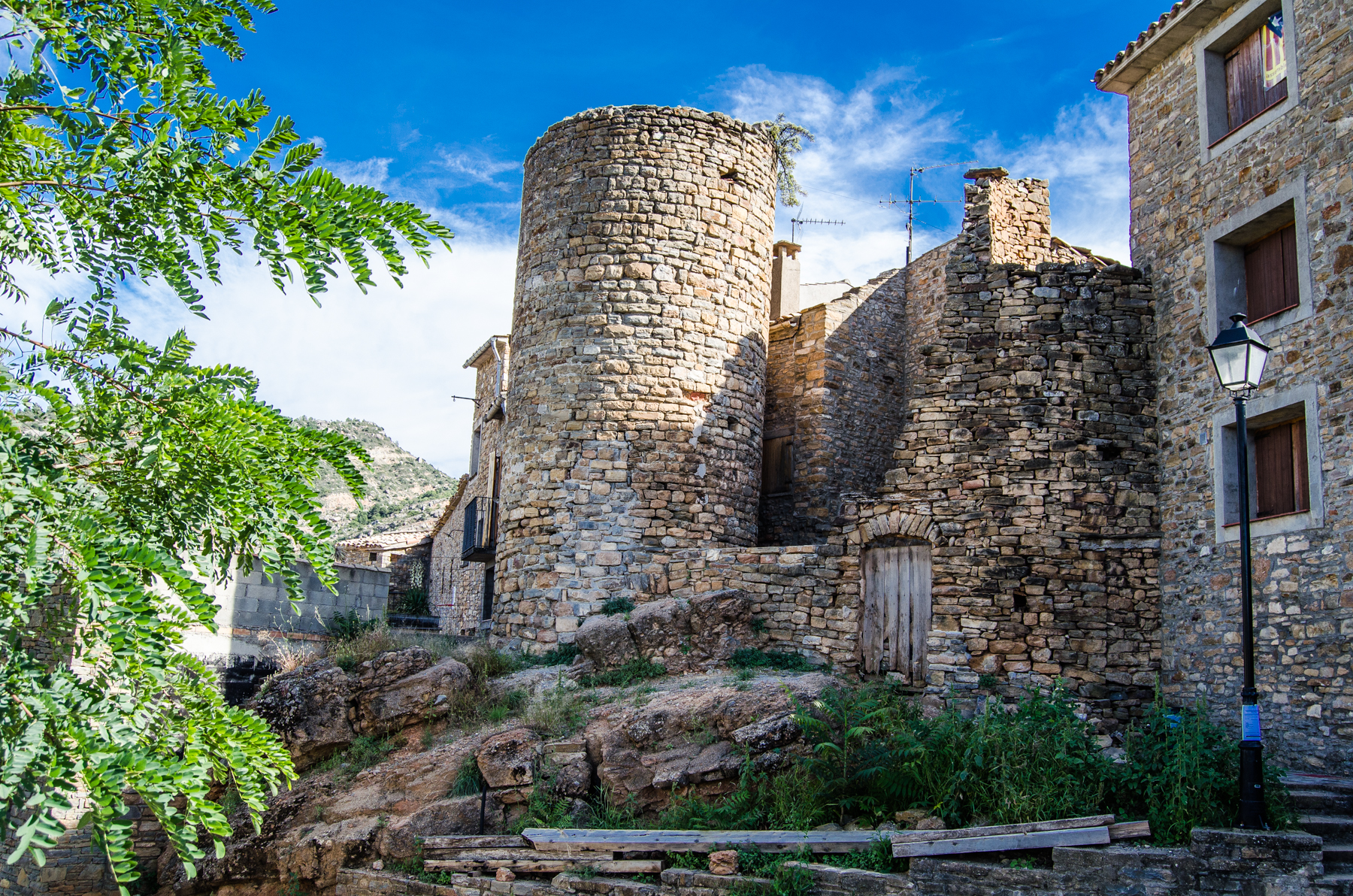
Burganlage von Claverol
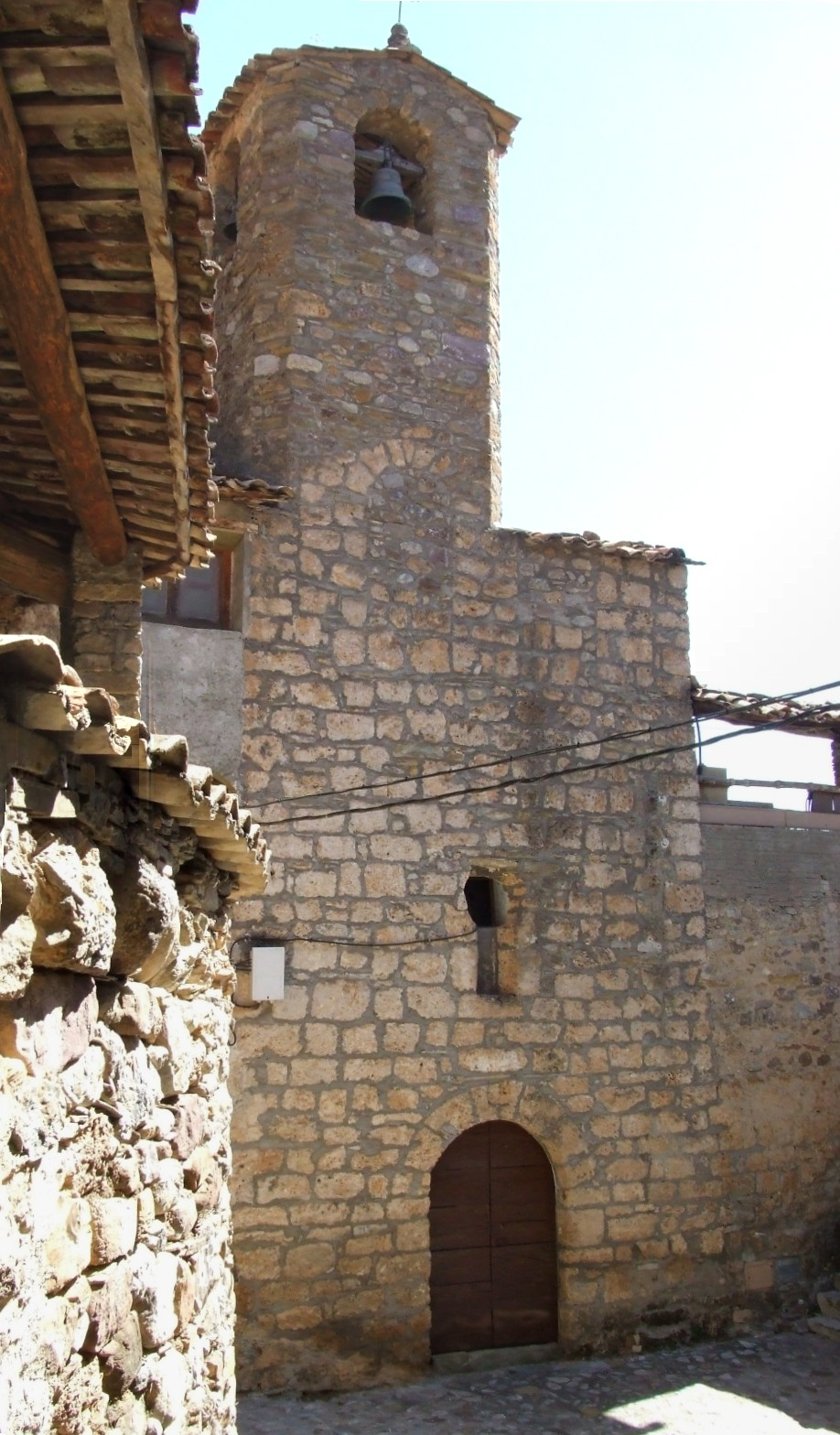
Andreaskirche
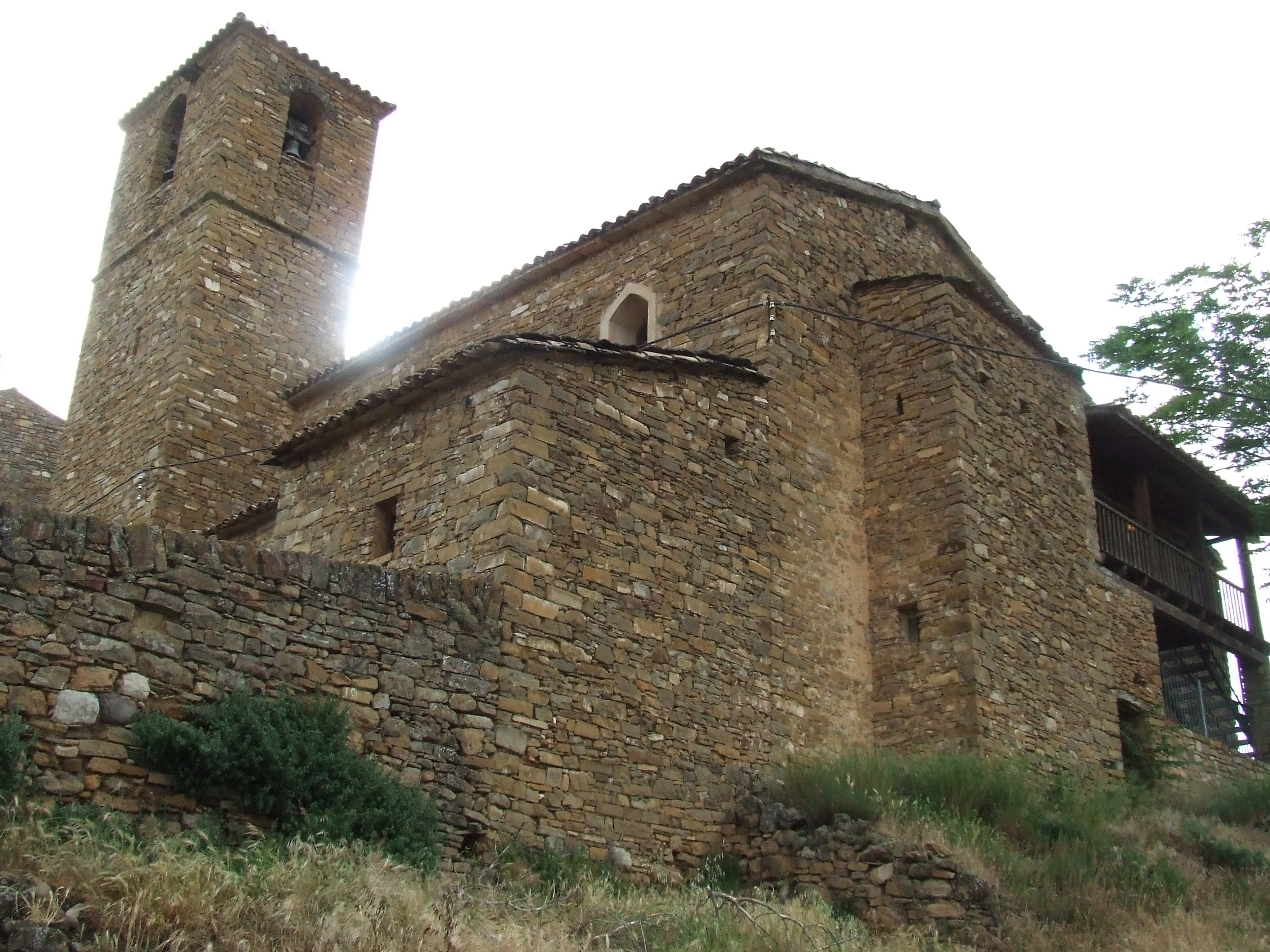
Christopheruskirche
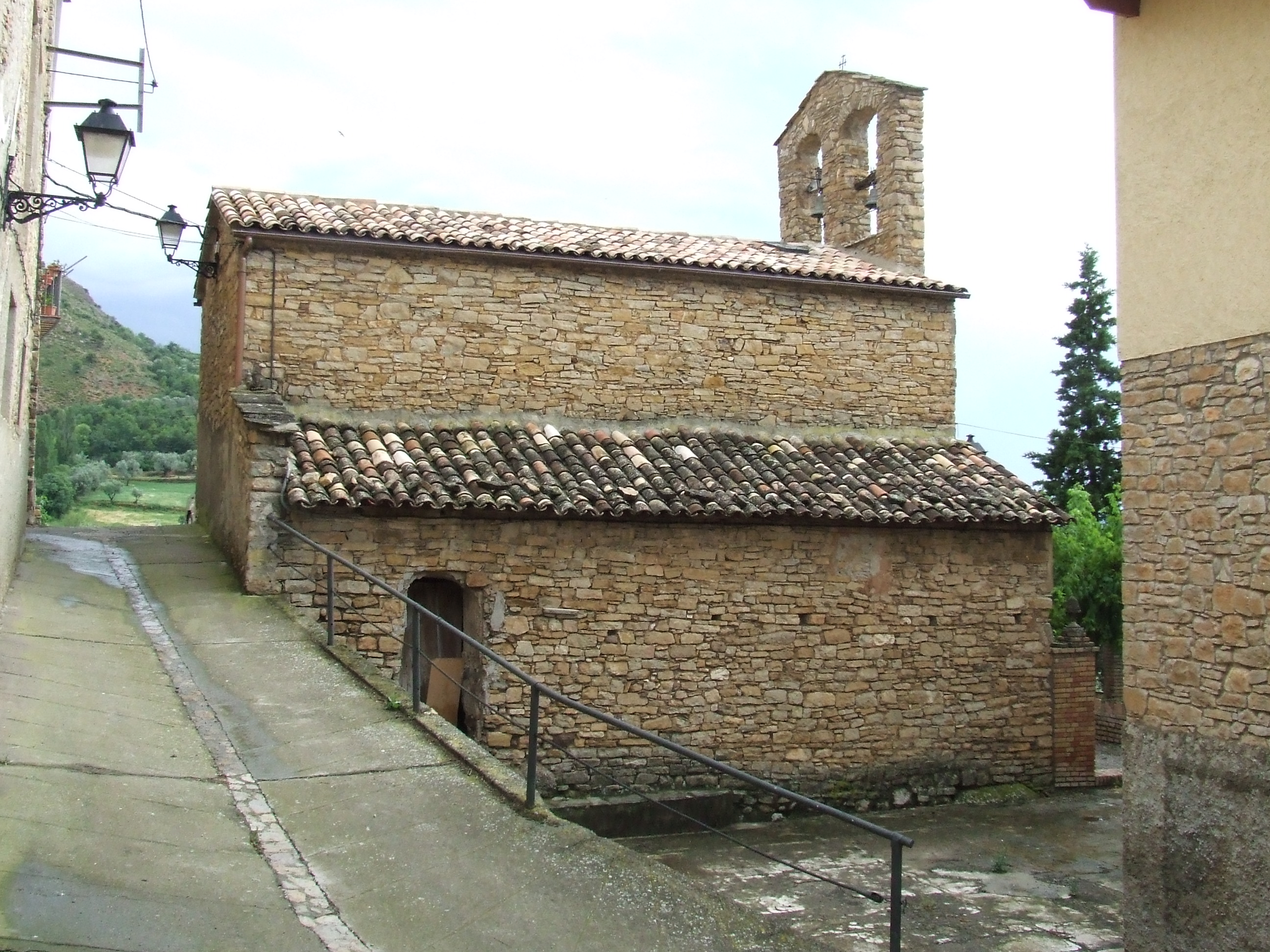
Marienkapelle von Claverol